# Isabella Gonzaga, hertiginna av Sabbioneta
Isabella Gonzaga, född 1565, död 1637, var en italiensk länsherre. Hon var regerande hertiginna av Sabbioneta mellan 1591 och 1637.